# Осакский музей науки
Осакский музей науки (яп. 大阪市立科学館) — музей науки на острове Наканосима, между речными рукавами Додзима и Тосабори реки Йодо в центре Осаки (Япония). Находится над подземным Национальным музеем искусств.

## История
Музей науки был открыт в 1989 году к 100-летию Осаки. Строительство было профинансировано за счёт пожертвования 6,5 млрд иен на расходы на строительство от Kansai Electric. Основная тема музея — «Вселенная и энергия». До войны аналогичный музей открылся в 1937 году. Он назывался Городским музеем электричества Осаки и был первым научным музеем и первым планетарием в Японии.

## Экспозиция
Основная постоянная экспозиция музея состоит из четырёх этажей, на которых представлены в основном интерактивные научные выставки, всего 200 экспонатов, каждый из которых посвящён отдельной теме. Также несколько раз в день проводится живое научное шоу с научными демонстрациями. Как и остальная часть музея, эти демонстрации проводятся только на японском языке, и посетителям могут потребоваться предварительные научные знания.
Кроме основной экспозиции здесь имеется планетарий с куполом радиусом 26,5 м (седьмой по величине в мире), проецирующим изображения неба. В июле 2004 года планетарий вновь открылся после ремонта. В нём все ночное небо было отображено в виде цифрового изображения нового поколения.
В музее также хранится коллекция научных экспонатов, в том числе:
- Первый планетарий Японии (модель Carl Zeiss II)
- ускоритель Кокрофта-Уолтона
- ресурсы, связанные с Seimikyoku, первой полноценной химической лабораторией в Японии
- довоенные электроизмерительные приборы

Коллекция книг и журналов для широкой аудитории, в основном по астрономии, является самой полной в Западной Японии.
В научном здании Хидеки Юкава создал свою теорию мезонов, за что получил Нобелевскую премию по физике (1949). В то время здание нынешнего музея было частью Осакского университета. Это также было первое место в Японии, где были измерены радиоволны Вселенной.

### Галерея

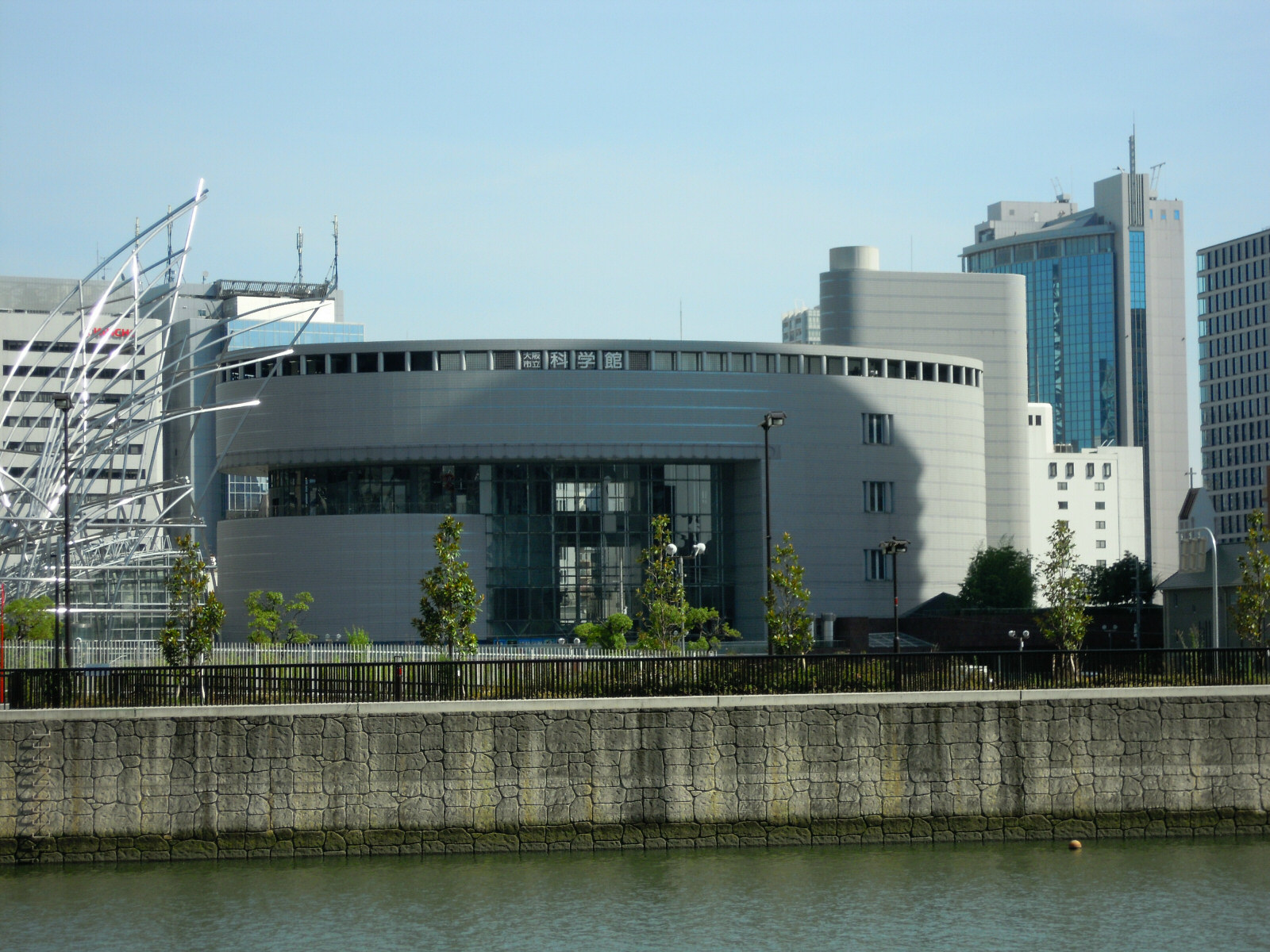
Вид на музей
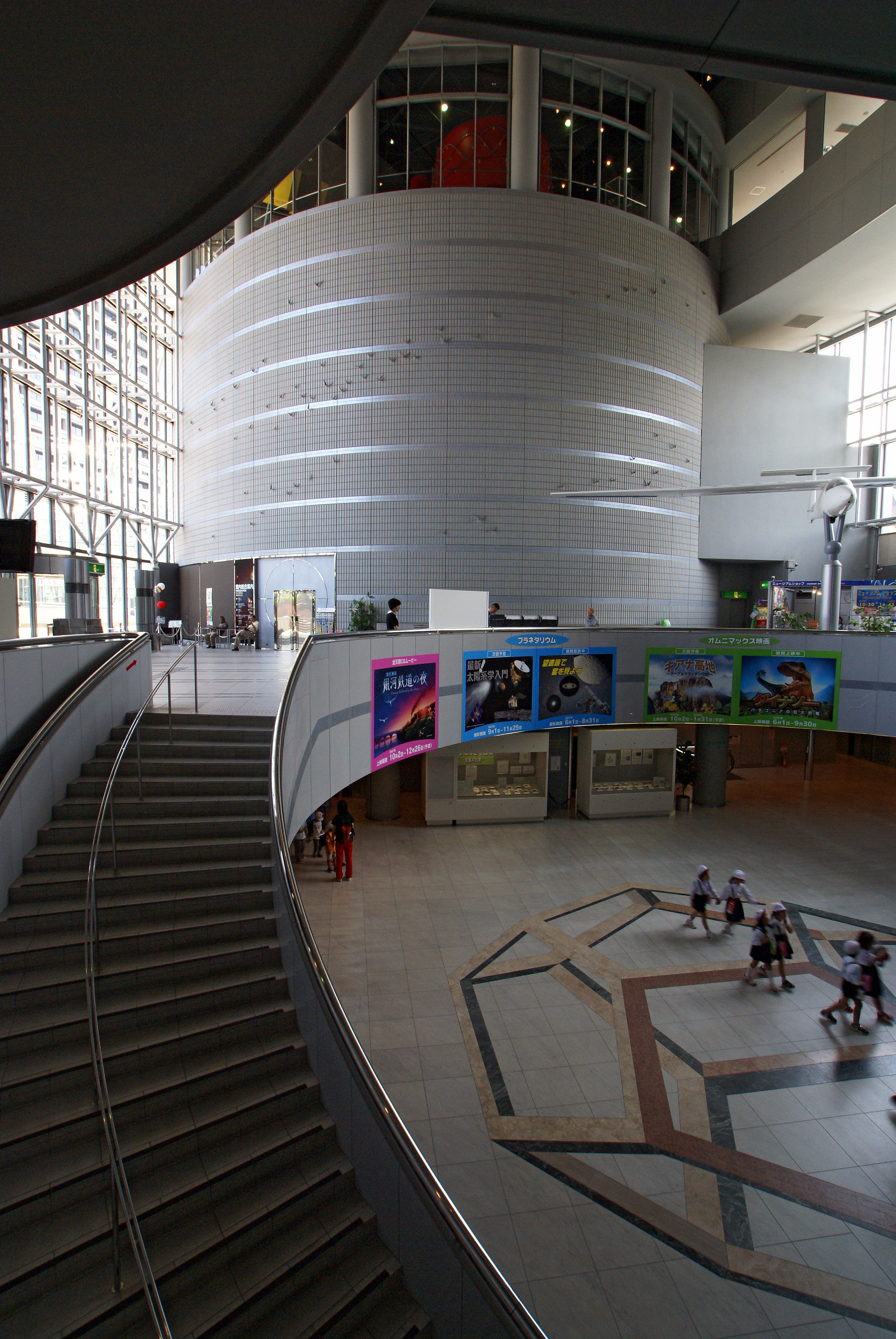
Интерьер музея
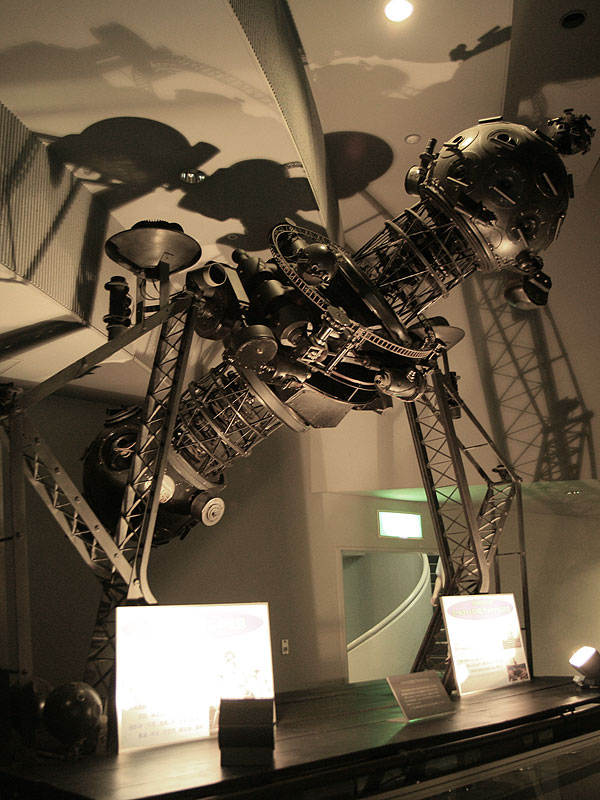
Исторический планетарий Zeiss Type II
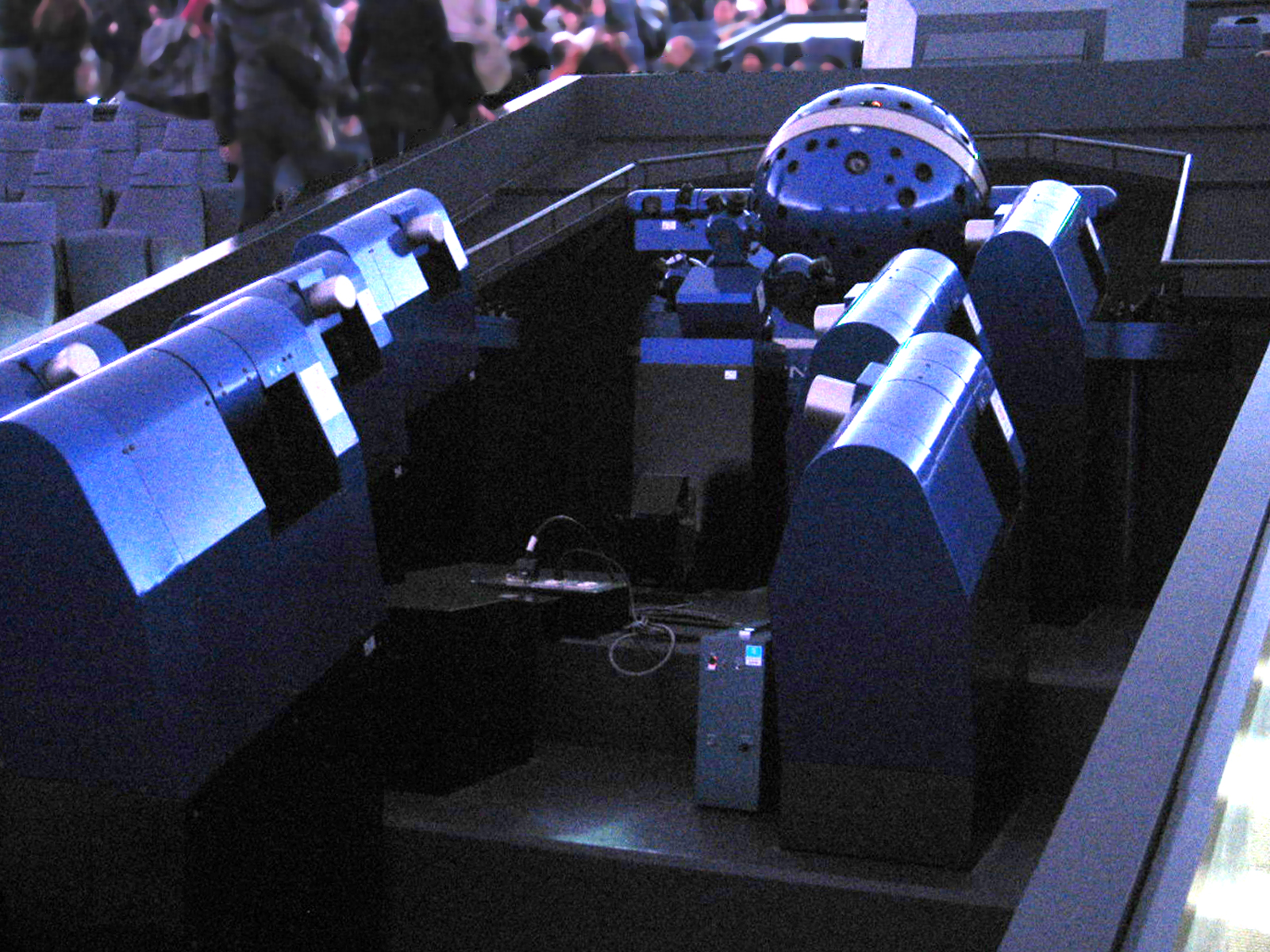
Действующий планетарий Konica Minolta